# Интерьерное озеленение
Интерьерное озеленение — это самостоятельное направление ландшафтной архитектуры, направленное на создание естественных условий для комфортной жизни и эффективной работы человека в закрытой среде. Как и ландшафтная архитектура, интерьерное озеленение относится к пространственным видам искусства.
В мировой практике интерьерное озеленение давно уже перестало быть просто растениями в кашпо, которые расставляют по углам. Все чаще и чаще оно становится частью архитектурного проекта, запланированного на этапах чертежей. Такое озеленение полностью отражает задумку архитекторов и является единым целым с архитектурой здания и интерьером. Чаще всего растения — это первое, на что попадает взгляд человека, вошедшего в помещение, и поэтому архитекторы придают озеленению важную смысловую нагрузку. Зеленые стены, крупномерные растения — все это приближает проекты к природе и подчеркивает масштабность и экологичность.
Во всем мире разработкой и реализацией проектов интерьерного озеленения занимаются профильные бюро фитодизайна.